# Конец фильма (группа)
«Конец фильма» — российская рок-группа, заявившая о себе выходом в 2001 году дебютного альбома «До свидания, невинность!». К тому времени две песни — «Жёлтые глаза» и кавер-версия хита группы Smokie «Living next door to Alice» («Элис») — уже вовсю транслировали по радио.
Вторая волна популярности пришла к группе вместе с саундтреком к сериалу «Солдаты».

## История группы

### Эстония (1989—1995)
Группа «Конец фильма» — это, прежде всего, Евгений Феклистов, бессменный лидер и автор большинства песен. В 1989 году состоялось его историческое знакомство с Владимиром «Джумой» Джумковым. Оба уроженца Эстонии (Феклистов — из Тарту, а Джума — из Тапа) встретились в Таллине, где Владимир работал театральным звукорежиссёром, а вне служебного времени использовал микшерский пульт для записи музыки. Вместе они работают над сольным магнитоальбомом Евгения Феклистова «Патология». Потом их творческие пути на какое-то время расходятся. Каждый из них занимается своими проектами.

### Санкт-Петербург (1995—2000)
Переезд в Санкт-Петербург. В 1996 году при моральной и материальной поддержке Александра Флоренского в студии «Тропилло» был записан акустический альбом Евгения Феклистова «Мне будут хлопать буржуа и пролетарии» (белый альбом), студийная компиляция написанных ранее песен. Это был первый сборник песен, поступивший в продажу. В северной столице Евгений Феклистов познакомился с Михаилом Башаковым (соавтором песни «Элис») и «Ночными снайперами». В 1998 году окончательно утвердилось название группы — «Конец фильма». Под этим названием группа и существует до сих пор. В Санкт-Петербурге на «Радио-Балтика» начинают звучать их первые песни, они выступают в клубах и на квартирниках, фестивалях «Лестница» и «Поющий Невский».

### Москва (2000—2003)
Телефонный звонок продюсера привёл группу «Конец фильма» в Москву, где началась работа над альбомом. В марте-апреле 2000 в студии у Олега Нестерова были записаны «Жёлтые глаза», «Пуэрториканец», «Ночь Одиночество», «Джо», которые вышли на диске «Саундтреки (До свидания невинность!)» (2001).
2001 г. — песня «Желтые глаза» удерживает четвёртое место в хит-параде «Нашего радио», а клип попадает в 50 лучших клипов года на русском MTV. Через некоторое время на радиостанциях стартуют «Ночь Одиночество» и «Элис». Последняя возглавила всевозможные рейтинги и чарты, оставляя в тени основной материал группы.
«Радио Maximum» комментировала этот факт так: «Группа „Конец фильма“, пожалуй, самая большая загадка этого сезона. Толком о них никто ничего не знает — что играют и как выглядят? Нет, понятно, песню про „Жёлтые глаза“ и „Ночь. Одиночество.“ все слышали. И слова их кавера знаменитой „Who The F*** Is Alice?“ тоже друг другу пересказывали как анекдот. Но вот откуда они взялись — такие замечательные?..»
Песню «Я дам тебе все» включают в саундтрек к известному фильму «С днем рожденья, Лола».
2003 — выход альбома «Камни падают вверх». Многие песни с этого альбома вошли в сознание и в сердце слушателя именно как песни группы «Конец фильма», группы самобытной, не шаблонной, от которой можно ожидать чего-то большего, чем случайный успех хита-перепевки. Так, песня «Весна» для кого-то стала лучшей песней о весне, как надежде на обновление жизненных сил.

### Волна успеха
2004 — неожиданный успех сериала «Солдаты» и композиции «Юность в сапогах», а попавшие в саундтрек песни группы стали известными.

### 2005 — Zavолоклом
Следующий диск «Zavолоклом» вышел в 2005 году. Альбом не принес такого успеха, как «Юность в Сапогах», но слушатели тепло встретили новую работу группы.
После шумного и опять совершенно непрогнозируемого успеха «Юности в сапогах» группа «Конец Фильма» выпускает «Zavолоклом» — свой третий полноценный студийный альбом. Начав с какого-то мистического заклинания («Zavолоклом»), группа в следующих треках наглядно демонстрирует все «ляпы» современного общества и современной ему культуры. Немного переборщив с пафосом в «Умирать молодым», Феклистов лихо исправляется в «Ещё порочней» и «За перекрестком».
В форме и лирический герой главного сочинителя группы, такие композиции, как «Алло!» и «Уходит лето», вполне могут встать в один ряд с фирменными «Зажигалкой» или «Мои глаза полны песка».
Благодаря диску «Zavолоклом» у коллектива под названием «Конец Фильма» появился собственный гимн — песня с одноимённым названием, а также номер на все времена — «От любви не уйти (Директор цирка)».

### 2006
Для саундтрека к сериалу «Кадетство» выпущена песня «Кадеты».

### 2007 — Роковые яйца
В конце 2007 года выходит альбом «Роковые яйца». Основная тематика альбома — сексуальная свобода как одно из немногих проявлений свободы в широком смысле слова в современном мире, образы «мужчина-зверь» и «женщина-жизнь». Рок-н-ролльная природа музыки и драйв сконцентрированы в нём в полной мере. Включает кавер «C Аней» на известный хит «Sunny» и балладу «На луне», записанную в дуэте с Машей Макаровой. Этот альбом стал самой дорогой студийной работой группы со дня основания.
По ходу времени «Конец Фильма» продолжает записывать новые песни, которые представляет публике весьма распространённым в наше время способом, а именно размещая их в интернете на официальном сайте группы и в Живом Журнале Евгения Феклистова с доступом к свободному скачиванию.

### 2011 — Далеко
1 декабря 2011 года у группы выходит новый альбом «Далеко». По словам Евгения Феклистова, альбом посвящён его брату Дмитрию Феклистову, а песни «Небеса молчат», «Прощание», «Любовь сильнее смерти» написаны как отклик на его смерть. Альбом глубоко личный, с другой стороны — в этом и есть его сила.
В 2011 году в группе вновь появляется музыкант, играющий на клавишных инструментах.

### 2012 — На все 100
В начале года в составе группы происходят изменения, группу покидает барабанщик Сергей Демченко. Ему на смену приходит Алексей Денисов. Выходит альбом «На все 100». Альбом включает в себе как новые, так и старые песни Евгения Феклистова (к примеру, «Моя Клубника» выпускалась на сольном альбоме Феклистова с одноимённым названием «Моя клубника» в 1997 году). «На все 100» получил смешанные отзывы, но в основном положительные. В нём присутствуют очень сильные композиции «Звонок», «Музыка играла» и «Нет сигарет». Последняя песня, написанная новым участником группы Степаном Токарьяном, стала чуть ли не лучшей песней на альбоме и получила много положительных отзывов от слушателей.

### 2023 — Непрожитые дни
25 мая 2023 г. состоялся релиз альбома «Непрожитые дни», название которому дали слова из песни «Огни». Эта и другие детали вечером 24 мая, накануне релиза, были обнародованы на «Радио России», где Евгений Феклистов от имени всей группы провёл в прямом эфире небольшую эксклюзивную презентацию пластинки.
2 июня 2023 г. песня «Так же, как ты» с альбома «Непрожитые дни» стартовала в «Чартовой дюжине» «Нашего радио».

## Состав
- Евгений Феклистов — вокал, акустическая гитара, свист, автор музыки и текстов большинства песен
- Сергей Андрианов — гитара, бэк-вокал
- Роман Чехов — бас-гитара
- Владимир Виноградов — барабаны

## Дискография

### Студийные альбомы
- 2001 — Саундтреки (До свидания, невинность!)
- 2003 — Камни падают вверх
- 2005 — Zavолоклом
- 2007 — Роковые яйца
- 2011 — Далеко
- 2012 — На все 100
- 2018 — Город Грехов
- 2020 — Ретроградный Меркурий
- 2023 — Непрожитые дни

### Сборники
- 2005 — Солдаты (Саундтрек к сериалу «Солдаты»)
- 2005 — Юность в сапогах (Сборник)
- 2006 — Греатест хитс (Сборник)
- 2013 — Конец Фильма (Сборник)
- 2017 — День 1-й (Сборник, LP)
- 2017 — День 2-й (Сборник, LP)

### Мини-альбомы
- 1999 — Конец Фильма

### Синглы
- 2002 — Зима
- 2016 — Новый день
- 2017 — Слово без ответа
- 2017 — Счастье
- 2017 — Осень
- 2017 — Где ждёт любовь (feat. Женя Любич)
- 2018 — Чемпионы
- 2018 — Закончится вражда
- 2019 — Огни
- 2020 — Город
- 2020 — Всё, что было добрым
- 2021 — Илья
- 2021 — Новый код
- 2021 — Нам не умереть!
- 2022 — Последняя ночь на Земле
- 2022 — Небо и звезды (feat. Колямба)
- 2024 — Я еще вернусь
- 2025 — Шприц Апероль
- 2025 — Жить

### Сольные релизы
- Евгений Феклистов — «Мне будут хлопать буржуа и пролетарии» (1996)
- Евгений Феклистов — «Моя клубника» (1997)
- Евгений Феклистов feat. Алексей Расчётов — Долорес (2020)

### Другое
- Евгений Феклистов — «По цвету семени» — сборник стихотворений (1994)

## Участие в фестивалях
- 2001 — «Нашествие» (Раменское), «Максидром», «Мегахаус»
- 2002 — «Клинское продвижение» (Москва, Воронеж, Самара, Волгоград, Ростов-на-Дону, Пермь, Екатеринбург, Нижний Новгород)
- 2003 — «Нашествие» (Москва)
- 2004 — «More Альтернативы» (Сочи), Пивной фестиваль Лужники (Сцена Очаково), телемарафон SOSтрадание на «Нашем»
- 2005 — «Нашествие» (Тверская область, Эммаусс), «Наши в городе» (Санкт-Петербург)
- 2006 — «Нашествие» (Рязань), «Воздух» (Петрозаводск), «Старый мельник» (Кишинёв)
- 2007 — «Старый-Новый Рок» (Екатеринбург), «Рок-Атака» (Москва), «Мегадрайв» (Мегион), «Всероссийский Автопробег СПИД-СТОП» по Дальнему Востоку и Сибири, «Яркий день» (Тольятти)
- 2011 — «Нашествие» (Тверская область, Конаковский район, Большое Завидово)
- 2013 — «Нашествие» (Большое Завидово)
- 2018 — «Нашествие» (Большое Завидово)
- 2025 - «На шестой передаче» (Суздаль)